# Le Magnifique (Oper)
Le Magnifique (deutscher Titel: Der prächtige Freygebige) ist eine Opéra-comique (Originalbezeichnung: „Comédie“) in drei Akten des französischen Komponisten André-Ernest-Modeste Grétry. Das Libretto schrieb Michel-Jean Sedaine nach einer Vorlage von Jean de La Fontaine, die wiederum auf einem Stück aus dem Decamerone von Giovanni Boccaccio basiert. Die Uraufführung fand am 4. März 1773 in der Comédie-Italienne in Paris statt. Das Werk ist dem Herzog von Alba gewidmet. 

## Handlung
Die in Florenz spielende Handlung dreht sich hauptsächlich um das Mädchen Clémentine, deren Vater Horace vor Jahren in die Hände von Piraten gefallen war und anschließend versklavt wurde. Das gleiche Schicksal ereilte damals auch Laurence, dessen Diener und Ehemann von Clémentines Gouvernante Alix. Um die Zeit ihres 16. Geburtstages machen gleich zwei Verehrer Clémentine den Hof. Da ist zum einen Aldobrandin, ihr Privatlehrer, der sie in Abwesenheit des Vaters erzogen hatte, und zum anderen Octave (genannt „Le Magnifique“). Dieser ist ein prominenter Bürger der Stadt, der durch seine Großzügigkeit zur Befreiung vieler Gefangener bzw. versklavter Menschen beigetragen hat. Heimlich schwärmt Clémentine für ihn.
Le Magnifique arrangiert ein Treffen mit Clémentine, bei dem er ihr als Vorwand sein teures Rennpferd für fünfzehn Minuten vorführt. Da das Treffen aber von Aldobrandins Diener Fabio beschattet wird, können sich die beiden nur symbolisch mit Hilfe einer fallengelassenen Rose ihre Liebe mitteilen. Schließlich kehren sowohl Horace, Clémentines Vater, als auch Laurence, der Ehemann ihrer Gouvernante Alix, aus ihrer Gefangenschaft heim. Dabei stellt sich heraus, dass Aldobrandin und sein Diener Fabio für die Versklavung der beiden verantwortlich waren. Die beiden fallen damit in Ungnade. Darüber hinaus stellt sich heraus, dass Le Magnifique für den Freikauf der beiden gesorgt hat. Damit ist endgültig der Weg für eine Hochzeit zwischen Clémentine und Le Magnifique frei.

## Weitere Anmerkungen
Bei der Uraufführung am 4. März 1773 im Hôtel de Bourgogne der Comédie-Italienne sangen M. Clairval (Le Magnifique), Jean-Louis Laruette (Aldobrandin), Marie-Thérèse Laruette-Villette (Clémentine), M. Suin (Horace), M. Nainville (Laurence), Antoine Trial (Fabio) und M. Bérard (Alix). Die Oper wurde in den Jahren nach der Uraufführung öfter gespielt. Im Laufe der Jahrzehnte und Jahrhunderte geriet sie dann mehr und mehr in Vergessenheit.

## Neuinszenierung und CD-Einspielung
Im Jahr 2011 kam es zu einer Neuinszenierung der Oper durch die in Washington, D.C. ansässige Opera Lafayette, die  sich auf französische Opern des 17. und 18. Jahrhunderts spezialisiert. In diesem Zusammenhang entstand eine Tonträgeraufnahme, die 2012 vom Label Naxos als CD in den Handel gelangte. Es sangen und spielten Emiliano Gonzalez Toro, Elizabeth Calleo, Marguerite Krull, Jeffrey Thompson, Chor und Orchester der Opera Lafayette unter der Leitung von Ryan Brown.

## Digitalisate
- Le Magnifique: Noten und Audiodateien im International Music Score Library Project
- Partitur, Paris 1773. Digitalisat bei Gallica
- Libretto (französisch), Paris 1773. Digitalisat bei Google Books
- Der prächtige Freygebige. Libretto (deutsch), Frankfurt 1774. Digitalisat der Library of Congress